# Waldomir Pacheco Buca
Waldomir Pacheco Buca (* 1. Mai 1959) ist ein ehemaliger brasilianischer Fußballspieler.

## Karriere
Buca spielte in der Jugend des FC Valencia. Im Januar 1980 wechselte er leihweise vom FC São Paulo in die Bundesliga zum Hamburger SV. Buca, der in Hamburg-Öjendorf bei einer deutsch-brasilianischen Familie untergebracht wurde, war der erste Brasilianer beim HSV und wurde als „schnell, trickreich, mannschaftsdienlich“ beschrieben. Er verstärkte das Mittelfeld um die Spieler Felix Magath, Kevin Keegan, Jimmy Hartwig, Caspar Memering und Holger Hieronymus. Der Brasilianer wurde mit Hamburg in der Saison 1979/80 mit zwei Punkten Rückstand Zweiter hinter dem FC Bayern München. Doch Buca, der mit großen Vorschusslorbeeren angekündigt worden war („Buca, der in seiner Heimat als ähnliches großes Talent wie Pelé gepriesen wird“, schrieb das Hamburger Abendblatt im Dezember 1979), konnte sich in Hamburg nicht durchsetzen. In der DFB-Nachwuchsrunde wurde er erstmals Ende Februar 1980 eingesetzt und erzielte beim 1:2 gegen Werder Bremen den Hamburger Treffer. Trainer Branko Zebec schenkte ihm in der Bundesliga einmalig 45 Minuten das Vertrauen, nämlich am 24. Spieltag, als der Brasilianer die zweite Halbzeit gegen Eintracht Frankfurt bestritt. Beim Stand von 4:0 für die Hamburger wurde er für Willi Reimann eingewechselt, das Spiel endete 5:0. Zebec lobte Bucas technische Fähigkeiten, urteilte aber, dass seine Leistungen für die Bundesliga noch nicht reichten. Da Buca in Deutschland bleiben wollte, wurde unter anderem über einen Aufruf im Hamburger Abendblatt ein neuer Verein für ihn gesucht. Buca wechselte zu Hannover 96 in die 2. Bundesliga, wo er aber gar nicht zum Zuge kam.